# FBC Travel
FBC Travel as eller Ferieboligcenteret blev grundlagt i 1984 af Geoff Segal. FBC Travel er en af de ældste rejsebureauer i kør-selv Branchen. I år 2000 blev FBC købt af HMJ Group, og er i dag en del af en større koncern som bl.a. også inkluderer Ecart Skitours og HMJ France.
Virksomheden startede i en gammel skuespillerlejlighed på Nørregade i København og havde dengang kun fire medarbejdere. I dag har FBC udviklet sig til en mellemstor virksomhed med mange ansatte. I dag er rejsebureauet beliggende på Lyngbyvej i København.
Lige fra starten var FBC Travel meget orienteret mod Italien, Spanien, Kroatien og Frankrig, Ungarn og har i dag utrolig mange destinationer i disse lande. De har et stort udvalg både af Ferieboliger, Toscana huse og Campingpladser.
HMJ Group, som FBC er en del af, har mere end 25 års erfaring i salg, udlejning og administration i ferieboliger i hele Frankrig. De har lokalt et ejendomsmægler kontor i Antibes i Sydfrankrig. Kontoret HMJ-France sælger og udlejer alt fra lejligheder til luksus huse på hele den Franske Riviera og skilejligheder i De franske Alper.

## Eksterne link
- FBC Travel Arkiveret 2. september 2013 hos  Wayback Machine